# Bernard Vaussion
Bernard Vaussion né le 24 octobre 1953 à Orléans, est un grand chef cuisinier français. Il est responsable des cuisines de la présidence de la République de 2005 à 2013.

## Biographie
Le père de Bernard Vaussion est régisseur et sa mère cuisinière dans un château, en Sologne.
Il a commencé sa carrière à 14 ans chez un pâtissier. À 16 ans, il devient commis de cuisine à l'ambassade des Pays-Bas. Puis il rejoint l'ambassade du Royaume-Uni comme second.
Après avoir fait son service militaire au palais de l'Élysée sous les ordres du chef Marcel Le Servot, en 1974, il y est engagé officiellement le 1er janvier 1975. Il se souvient : « Je suis arrivé comme commis, puis suis passé par tous les postes. Après, on s'installe, on reste deux, trois, quatre ans… Une route naturelle se dégage. On devient demi-chef de partie, chef de partie, sous-chef. Puis un jour on se dit "Et pourquoi pas chef ?" ». En 2005, il est promu chef des cuisines par Jacques Chirac. À propos de la particularité de servir des hôtes de marques, il déclare : « L'important est de présenter des produits de chez nous, tout en faisant des clins d’œil à la culture des invités ». Concernant sa relation aux grands chefs opérant dans des restaurants, il considère qu'« ils représentent une maison, ils dirigent 80 à 100 personnes. Je n'ai pas la même responsabilité. Je me suis longtemps senti en dessous d'eux. Pas du tout dans la même cour ».
Il prend sa retraite le 30 octobre 2013, après avoir travaillé à la présidence pendant quarante ans, sous les présidents Georges Pompidou, Valéry Giscard d'Estaing, François Mitterrand, Jacques Chirac, Nicolas Sarkozy et François Hollande. Michael Ellis, directeur international des guides Michelin note que « Bernard Vaussion aura occupé l'un des postes les plus importants de la gastronomie mondiale ».
Il est depuis président honoraire du Club des chefs des chefs, l'association regroupant les cuisiniers des chefs d'État. Il est également président d'une association caritative, l'Équipe de France de la gastronomie et des maîtres du service.